# اوگرودنگکی (شهرستان بیلسک)
اوگرودنگکی (به لهستانی:  Ogrodniki) یک روستا در لهستان است که در گمینا بیلسک پودلاسکی واقع شده‌است.